# Moștenitor de drept
„Moștenitor de drept” (titlu original: „Rightful Heir”) este al 23-lea episod din al șaselea sezon al serialului TV american științifico-fantastic Star Trek: Generația următoare și al 149-lea episod în total. A avut premiera la 17 mai 1993.
Episodul a fost regizat de Winrich Kolbe după un scenariu de Ronald D. Moore bazat pe o poveste de James E. Brooks.

## Prezentare
Worf traversează o criză de credință și călătorește într-un loc sacru klingonian, unde figura mitică a lui „Kahless cel de neuitat” se întoarce pentru a conduce poporul klingonian. 

## Actori ocazionali
- Alan Oppenheimer - Koroth
- Robert O'Reilly - Gowron
- Norman Snow - Torin
- Charles Esten - Divok
- Kevin Conway - Kahless
- Majel Barrett - voce computer